# Robinsons (rivier)
De Robinsons (Engels: Robinsons River) is een 61 km lange rivier die zich in het zuidwesten van het Canadese eiland Newfoundland bevindt. 

## Verloop
De rivier vindt zijn oorsprong in Whale Back Pond, een van de duizenden meren in het Newfoundlandse binnenland. Amper 2 km van de oorsprong mondt de Robinsons uit in Caribou Pond, om langs de westzijde er opnieuw uit te stromen en 2,5 km verder in Sandy Pond te stromen. Na de uitstroom uit Sandy Pond volgt de Robinsons een onafgebroken tracé in westelijke à noordwestelijke richting, onder andere via The Grasses Nature Reserve (nabij Mica Pond).
In de kustregio stroomt de Robinsons onderdoor de Trans-Canada Highway (NL-1). Zo'n 7 km verder mondt de rivier ter hoogte van het dorp Robinsons uit in St. George's Bay. Dat op het grondgebied van Bay St. George South gelegen dorp is de enige plaats die gelegen is aan de gelijknamige rivier. De Middle Barachois mondt slechts 800 meter ten zuiden van de Robinsons uit in de baai. De monding van beide rivieren is een barachois.

## Zalmen
De Robinsons is een van de tientallen Newfoundlandse rivieren die Atlantische zalmen jaarlijks gebruiken voor hun paaitrek.